# Heptacarpus fuscimaculatus
Heptacarpus fuscimaculatus is een garnalensoort uit de familie van de Hippolytidae. De wetenschappelijke naam van de soort is voor het eerst geldig gepubliceerd in 1986 door Wicksten.